# Třída Delaware
Třída Delaware byla druhá postavená třída dreadnoughtů US Navy. Skládala se z jednotek USS Delaware a USS North Dakota. Obě lodě operovaly v první světové válce, po jejím skončení a odzbrojovací Washingtonské konferenci však byly demilitarizovány a později sešrotovány, zatímco americké námořnictvo si ponechalo jen modernější plavidla pozdějších tříd.

## Stavba

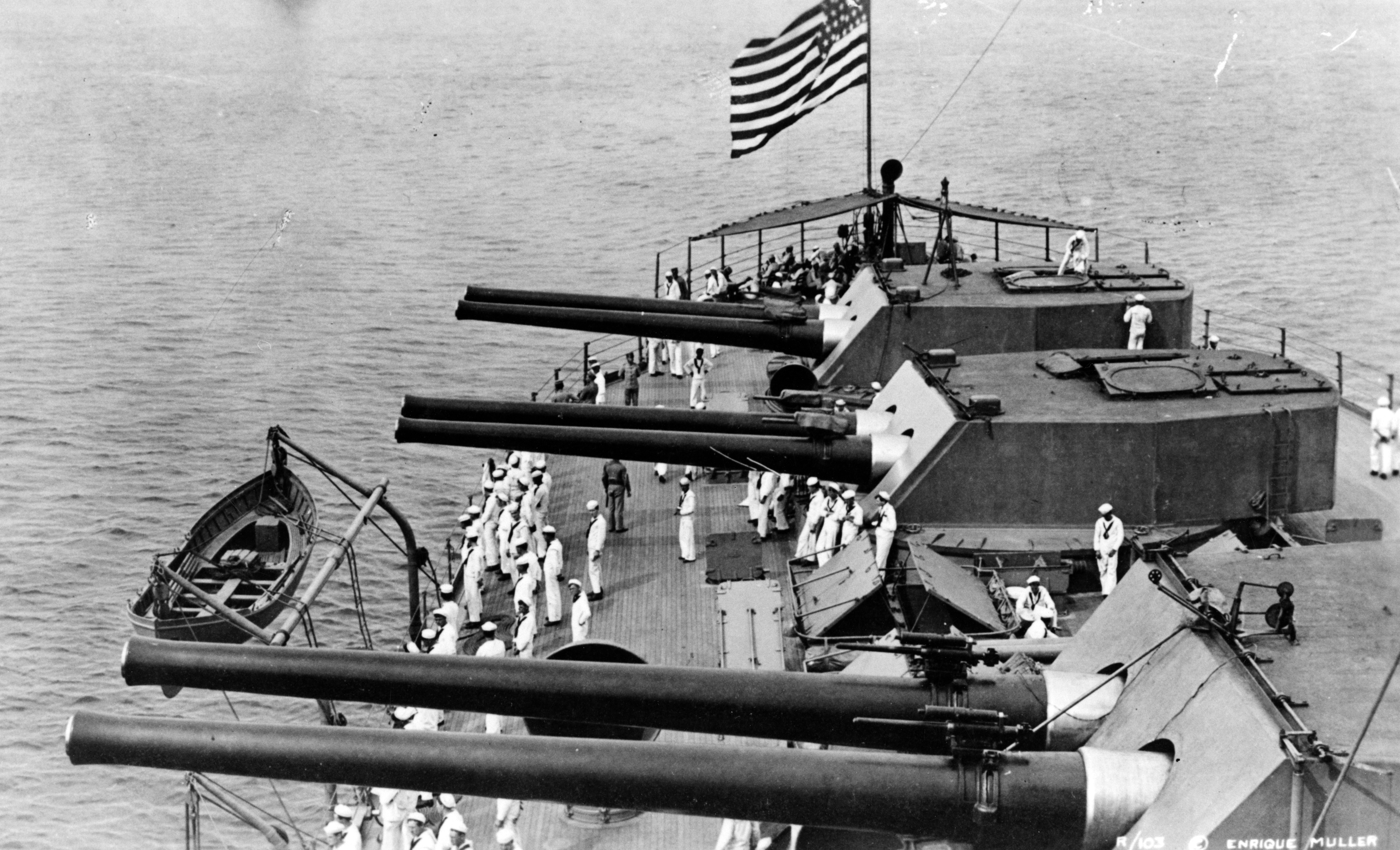
Zadní trojice dělových věží USS Delaware s 305mm kanóny

Delaware byla postavena v loděnicích Newport News Ship Building and Drydock Company v Newport News ve Virginii. Kýl lodi byl založen v listopadu 1907, trup byl spuštěn na vodu v únoru 1909 a do služby vstoupil v dubnu 1910.
North Dakota byla postavena v loděnicích Fore River Shipbuilding Company v Quincy ve státě Massachusetts. Kýl lodi byl založen v prosinci 1907, trup byl spuštěn na vodu v listopadu 1908 a loď vstoupila do služby v dubnu 1910.

## Konstrukce
Třída Delaware byla oproti předchozí třídě o něco větší, lépe vyzbrojená a o více než dva uzly rychlejší. U lodí byla přidána pátá dělová věž, takže nesly celkem deset 305mm kanónů o délce hlavně 45 ráží. Sekundární výzbroj této třídy představovalo čtrnáct 127mm kanónů o délce hlavně 50 ráží, umístěných jednotlivě v kasematech, namísto 75mm kanónů u třídy předchozí. U každé z lodí byl použit jiný pohonný systém. North Dakota měla jako první americká bitevní loď turbíny typu Curtiss, ovšem s tím nedostatkem, že měla menší akční rádius než její sesterská loď – nedostatečný pro službu v Pacifiku. Lodě měly dva lodní šrouby. Po dokončení byly schopny plavby rychlostí až 21,6 uzlu.

## Operační služba

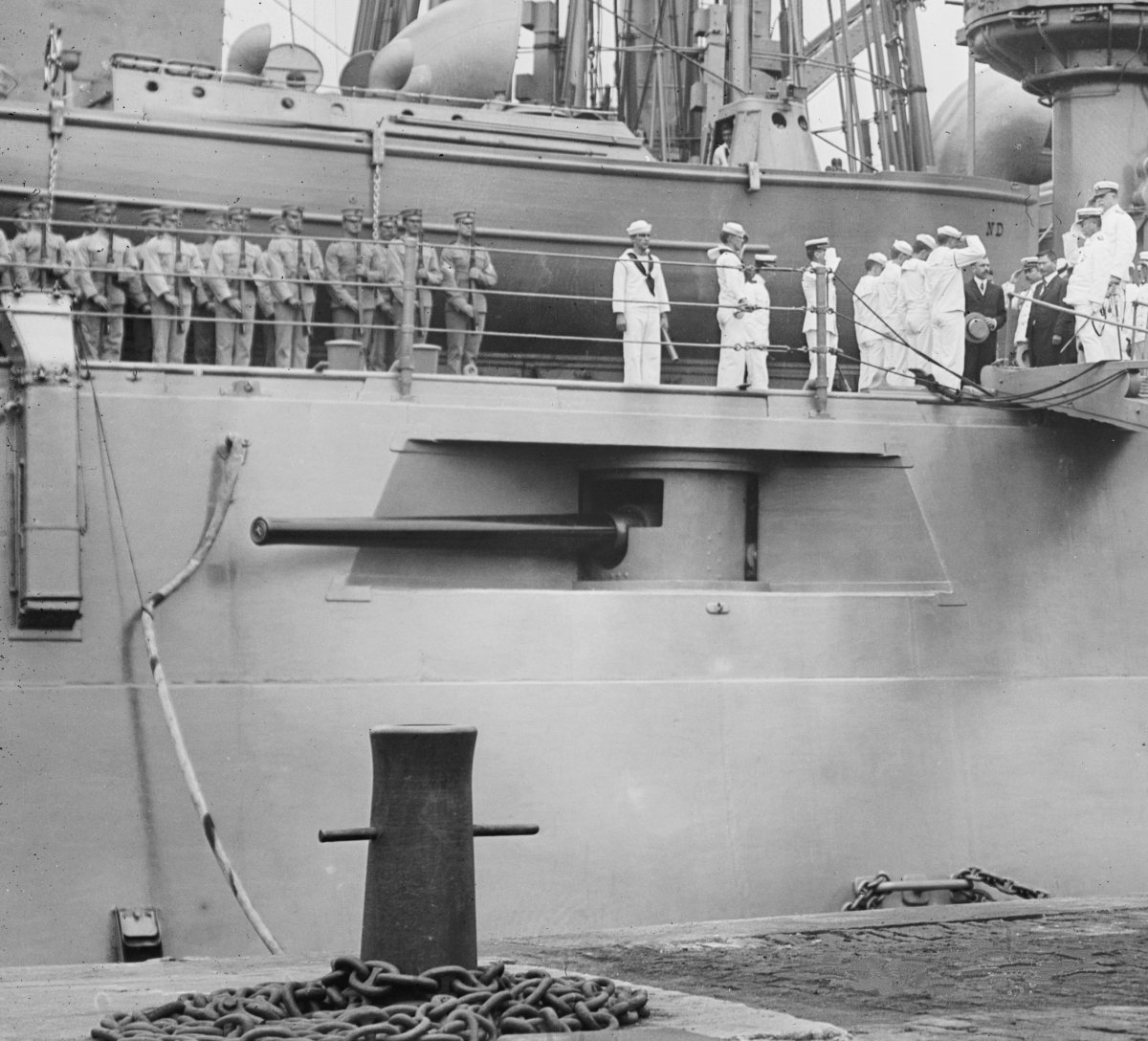
Kasematový 127mm kanón USS North Dakota

Obě lodě byly nasazeny v první světové válce. Po vstupu USA do války sloužila Delaware v britské Grand Fleet v rámci 6. bitevní eskadry. North Dakota byla používána pro výcvik. Po válce již byly považovány za zastaralé, nedostatečně vyzbrojené a byly používány k výcviku. Po odzbrojovací Washingtonské konferenci, kde se USA zavázalo k omezení počtu bitevních lodí, byly obě lodi demilitarizovány a americké námořnictvo si ponechalo jen hodnotnější plavidla pozdějších tříd. Delaware byla v roce 1924 sešrotována, zatímco North Dakota sloužila do roku 1931 jako cílová loď.